# Ampelocissus bombycina
Ampelocissus bombycina là một loài thực vật hai lá mầm trong họ Nho. Loài này được (Baker) Planch. miêu tả khoa học đầu tiên năm 1885.